# Norbert Neururer
Norbert Neururer (* 27. Februar 1926 in Bregenz-Vorkloster; † 11. Oktober 2014 ebenda) war ein österreichischer Politiker (SPÖ) und Bundesbeamter. Er war von 1969 bis 1980 Abgeordneter zum Vorarlberger Landtag und von 1988 bis 1990 Bürgermeister der Stadt Bregenz.

## Ausbildung und Beruf
Neururer besuchte die Volksschule Bregenz-Rieden und absolvierte danach das Realgymnasium Dornbirn, wo er die Kriegsmatura ablegte. Er wurde 1944 zum Reichsarbeitsdienst verpflichtet und diente im Anschluss daran im Zweiten Weltkrieg. Nach seiner Rückkehr aus dem Krieg 1945 studierte er Geographie und Geschichte an der Universität Innsbruck und schloss sein Studium 1948 mit der Lehramtsprüfung für Geographie und Geschichte und der Sponsion zum Mag. phil. Zudem absolvierte er die Zusatzprüfung für Deutsch für den Unterricht an Hauptschulen. Nach seinem Probejahr am Gymnasium Bregenz war er von 1948 bis 1950 als Hauptschullehrer in Rieden-Vorkloster tätig. Nach kurzer Arbeitslosigkeit arbeitete er für den Landesschulrat und wurde 1951 Berufsberater für Maturanten beim Landesarbeitsamt Vorarlberg. 1971 übernahm er die Leitung des Landesarbeitsamtes in Bregenz 1970, wo er bis zu seiner Pensionierung am 1. März 1987 arbeitete.

## Politik und Funktionen
Neururer trat 1952 der SPÖ bei und war von 1967 bis 1989 Bezirksparteiobmann der SPÖ Bregenz. Er war zudem bis März 1992 Stadtparteivorsitzender der SPÖ Bregenz und von 1972 bis 1978 stellvertretender Landesparteivorsitzender der SPÖ Vorarlberg. Des Weiteren hatte er die Funktion eines Mitglieds des Landesparteivorstandes der SPÖ Vorarlberg inne, war Fraktionsvorsitzender der SPÖ Bregenz, Mitglied des Landesparteipräsidiums der SPÖ Vorarlberg und Mitglied der Landesparteileitung der SPÖ Vorarlberg. Er wurde 1960 zum Ersatzmitglied der Stadtvertretung Bregenz gewählt und stieg 1965 zum Mitglied der Stadtvertretung auf, der er bis 1994 angehörte. Er fungierte des Weiteren von 1985 bis 1988 als Vizebürgermeister und war danach von 1988 bis 1990 Bürgermeister von Bregenz. Als Abgeordneter des Wahlbezirkes Bregenz vertrat er die SPÖ vom 29. Oktober 1969 bis zum 3. September 1980 im Vorarlberger Landtag und war Bereichssprecher für Schulfragen, Arbeitsmarkt und Wohnbau.
Neururer war Mitglied der Turnerschaft Bregenz-Vorkloster und 1946 Vorarlberger Landesmeister über 5000 Meter. Er war ab 1945 Mitglied des Bundes sozialistischer Akademiker und ab 1955 Mitglied der Naturfreunde Vorarlbergs. Er hatte den stellvertretenden Landesvorsitz der Gewerkschaft der öffentlich Bediensteten inne und wurde im April 2004 zum stellvertretenden Obmann des Pensionistenverbandes Bregenz gewählt. 

## Auszeichnungen
- Verleihung des Berufstitels Professor (1982)
- Silbernes Ehrenzeichen des Landes Vorarlberg (1993)
- Ehrenring der Stadt Bregenz (1994)
- Goldene Ehrennadel des Handballclub SW Bregenz (1994)
- Verleihung des Berufstitels Hofrat

## Privates
Neururer wurde als Sohn des Eisenbahners Edmund Neururer (1897–1979) und seiner Gattin Paula (1899–1968), geborene Neuwirth, geboren. Er heiratete am 20. August 1949 Anni Helmers und wurde Vater von zwei Töchtern, die 1949 bzw. 1953 geboren wurden. Er starb am 11. Oktober 2014 in seiner Heimatstadt Bregenz im Alter von 88 Jahren.